# Louk van Meurs-Mauser

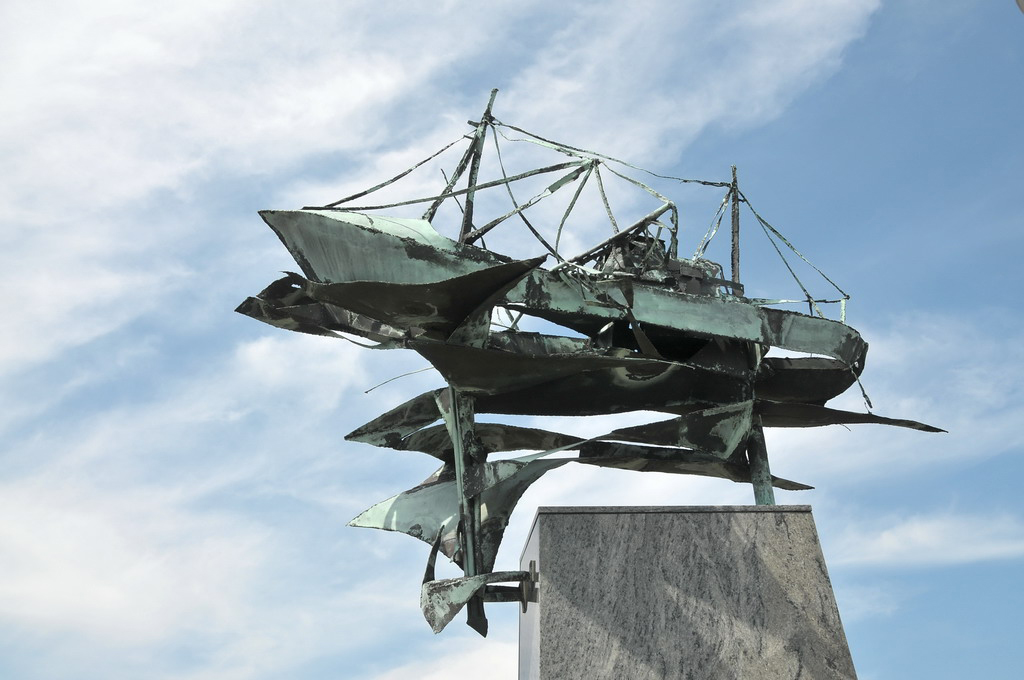
Vissersmonument, Den Helder

Louise Helianthe (Louk) van Meurs-Mauser (Hengelo, 17 mei 1929 – Bergen, 15 maart 2013) was een Nederlandse beeldhouwster.

## Leven en werk
Van Meurs volgde haar opleiding aan de Koninklijke Academie van Beeldende Kunsten in Den Haag. Ze was getrouwd met kunstenaar Geertjan van Meurs. In 1953 vestigde het paar zich in Egmond aan Zee. Ze werd in 1964 lid van Kunstenaarsvereniging Sint Lucas. Zij was, evenals haar man, erelid van het KunstenaarsCentrumBergen (KCB). Van Meurs maakte haar werken in metalen als ijzer- en koperplaat. Ze werd in haar werk geïnspireerd door schepen, de zee en beweging.

## Werken (selectie)
- 1959 Starke Jâan, Groningen
- 1963 (1999) Vissersmonument, Den Helder
- 1965 Klipper 'Kosmopoliet' en Vrachtschip 'Beacon', Alblasserdam
- 1971 abstracte metaal-plastiek, Amsterdam-Zuid[4]
- 1976 De Kat, Alkmaar
- 1978 Ganzen, Enschede
- 2004 Roeireddingsboot in de branding, Egmond aan zee